# 罌粟花 (梵高)
《罌粟花》是梵高1887完成的一幅油畫，其價值達5000万到5500万美元。 2010年被人從開羅的默罕默德·艾哈迈迪·哈利勒博物馆盜走，至今尚未尋囘。 同年10月包括埃及文化部代理部長在内的11人被判玩忽職守，在繳納罰金之後獲釋。 而早在1977年6月4日它就曾被人偷走過一次，10年後才于科威特追回。
這副畫繪製的是插在花瓶中的黃色和紅色的罌粟花。 這幅畫的技巧來自梵高敬仰的法國畫家阿道夫·蒙蒂塞利，1886年梵高曾在巴黎看過他的作品。

## 外部連結
- 維基新聞相關報導：Van Gogh painting pinched, again